# انزو لومباردو
انزو لومباردو (انگلیسی: Enzo Lombardo؛ زادهٔ ۱۶ آوریل ۱۹۹۷) بازیکن فوتبال اهل فرانسه است.
از باشگاه‌هایی که در آن بازی کرده‌است می‌توان به باشگاه فوتبال راسینگ سانتاندر اشاره کرد.